# Frente Islámico de Liberación Mora
El Frente Islámico de Liberación Mora (Moro Islamic Liberation Front o MILF en inglés) fue un grupo musulmán separatista del sur de Filipinas.
Escindido del Frente Nacional de Liberación Mora (MNLF) en 1984 por iniciativa de Hashim Salamat. Su área de acción es el Mindanao Musulmán y la provincia de Palawan en Filipinas.
El 7 de octubre de 2012, el Gobierno de Filipinas anunció que había llegado a un acuerdo de paz con el grupo armado, después de 40 años de conflicto y 120.000 pérdidas humanas. En 2014 abandonó la lucha armada.

## Historia

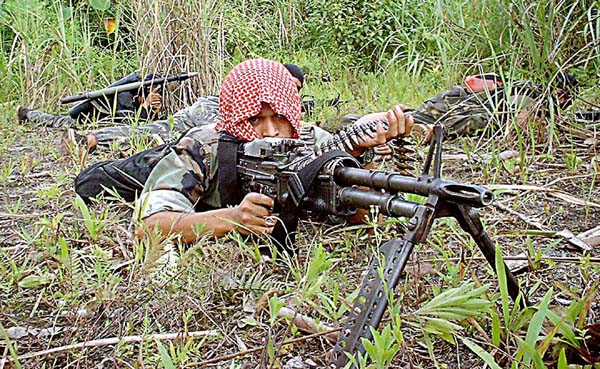
Un militante del MILF sostiene una ametralladora M60 en 1999.

En 1976, después del fracaso de las negociaciones de Trípoli, un moro llamado Hashim Salamat, presionado por unos 50 ulemas, se separó del MNLF en 1977 y formó el MNLF-Comité Central que tenía el apoyo de los taung (el MNLF de Nur Misuari tenía el apoyo de los manguindanao y los tausung de Joló y era laico y parcialmente favorable a la autonomía). El MNLF se guiaba por los principios islámicos.
Nur Misuari, líder del MLNF, rechazó dirigir el gobierno provisional autónomo, y el entonces presidente filipino Ferdinand Marcos nombró un gobierno provisional que organizó el referéndum autonomista que los partidos moros boicotearon. Después del referéndum se crearon dos pequeñas regiones autónomas (una en Mindanao Occidental y Joló, y otra en Mindanao Central); se convocaron elecciones a las dos asambleas autónomas en 1979 y se pusieron en marcha gobiernos con poderes reducidos y baja legitimidad, que fueron poco efectivos y no resolvieron el problema.
En 1984 el MLNF-CC cambió su nombre para adoptar el que tuvieron durante toda su existencia: Frente Islámico de Liberación Mora.
En 1986 el presidente Marcos fue derrocado por una revuelta popular con el apoyo de una parte del Ejército filipino. En septiembre Misuari regresó a Filipinas, se entrevistó con la nueva presidenta Corazón Aquino en Joló y llegó a un acuerdo para negociar en Yida (Arabia Saudí) bajo los auspicios de la Organización para la Cooperación Islámica (OIC). Estas negociaciones, sin mucho éxito, duraron hasta 1987 y mientras una nueva Constitución estableció provisiones para el establecimiento de una zona autónoma en el sur de Filipinas y en la región de La Cordillera, al norte.
Finalmente se estableció la Región Autónoma del Mindanao Musulmán y en las elecciones de febrero de 1990 para el ejecutivo de la Asamblea Autónoma triunfó el candidato gubernamental Zacarías Candao (miembro del MNLF de Misuari). Un referéndum sobre la autonomía en 13 provincias (el MLNF reclamaba 23) fue rechazado, ya que debido a la fuerte emigración, los musulmanes (que en 1903 eran el 73% de la población) solamente formaban ahora el 28% de los habitantes del sur y todavía sigue desciendo, y el voto favorable solamente ganó en 4 provincias y no limítrofes entre sí: Lanao del Sur, Manguindanao, Tawi-Tawi y Joló, que finalmente fueron las que formaron la región autónoma.
En octubre de ese año se transfirieron a la RAMM algunas competencias. Misuari continuaba en Arabia Saudí; la paz formal no se firmó hasta noviembre de 1993 y los últimos rebeldes de su grupo no entregaron las armas hasta 1994 (estaban dirigidos por Abu Sayyaf, alias de Abdurajak Abubakar Janjalani) que solamente un año después creó su propio grupo: el Frente de Liberación Nacional Moro-Consejo de Comando Islámico.
El presidente Fidel Ramos negoció con el MNLF en Trípoli (Libia) y en diciembre de 1995 se firmó otro acuerdo, ya que el Gobierno filipino buscaba el apoyo de este grupo, pero al mismo tiempo hubo enfrentamientos con la milicia cristiana Ituman, ya que los cristianos del sur quedaban incluidos en la "Special Zone of Peace and Development" (SZOPAD). En 1996 el MLNF se alió con el grupo cristiano Ilaga para promover el desarrollo en el sur de Filipinas pero el MILF no participaba de estas iniciativas y la lucha era cada vez más sangrienta. La Corte Suprema filipina desafió los acuerdos a los cuales el presidente había llegado, que se convirtieron casi en papel mojado.
En 1996 se estableció el "Southern Philippines Council for Peace and Development" (SPCPD), órgano del que la dirección quedó en manos del MNLF, pero que el MILF no aceptó los acuerdos de paz que establecían la región autónoma sobre 13 provincias después de un referéndum y la integración de 7500 de sus combatientes en el Ejército filipino, y anunció que se mantendría en guerra. Con la desmovilización del MNLF, cerca de 20.000 combatientes quedaron bajo control de los comandantes del MILF.
En agosto de 1996 Nur Misuari y el presidente Ramos se entrevistaron como paso previo a la firma definitiva de la paz que fue firmada solemnemente en Manila el 1 de septiembre de ese mismo año. El mismo día, Misuari fue elegido gobernador de la RAMM (era el único candidato) y tomó posesión del cargo el 20 de septiembre El 22 de octubre asumió también la dirección del SPCPD.
El MILF firmó un acuerdo de alto el fuego en enero de 1997. En esta época unos 2.000 combatientes más del MNLF pasaron al MILF.
En diciembre de 1998 Jalanjani, líder de Abu Sayyaf, fue abatido en combate en Basilan. Al cabo de un año se habían registrado 126 violaciones del alto el fuego por parte del MILF, según el Gobierno filipino, o del Gobierno filipino según el MILF.
En 1999 se celebraron conversaciones entre el MILF y el Gobierno filipino ahora dirigido por Joseph Estrada, pero después de algunos ataques contra comunidades cristianas en el año 2000, las conversaciones se interrumpieron. En marzo de 1999 se habían de celebrar elecciones para el ejecutivo de la RAMM pero fueron pospuestas por la situación de violencia. Circularon noticias sobre un acuerdo entre el MILF y el comunista Frente Nacional Democrático. Misuari se entrevistó con Hashim Salamat, jefe del MILF, en la región selvática de Abubakar, pero sin ningún resultado concreto. Las violaciones del alto el fuego continuaron.
En agosto de 2001 se celebró un referéndum para expandir la RAMM pero de las 15 provincias y 9 ciudades consultadas (cubiertas por la SZOPAD) solamente 5 provincias y 1 ciudad votaron a favor. Cuando poco después se hicieron las elecciones, Misuari fue desplazado por el candidato de la nueva presidenta Gloria Macapagal-Arroyo; Misuari volvió a las armas e inició ataques a las tropas del gobierno antes de huir a Malasia, pero allí fue arrestado y extraditado a Filipinas, donde fue encarcelado.
La lucha continuó intermitentemente (incluido un ataque al ejército de Abubakar); en marzo de 2007 el Gobierno filipino ofreció a los moros el derecho a la autodeterminación y las negociaciones continúan.

## Luchas

### Memorando de acuerdo sobre el dominio ancestral
El 4 de agosto de 2008, el Tribunal Supremo de Filipinas dictó una orden de restricción temporal que impedía al gobierno y al Frente Islámico Moro de Liberación firmar oficialmente el Memorando de Acuerdo sobre el Dominio Ancestral (MOA-AD, por sus siglas en inglés), que pondría fin a todas las disputas y daría comienzo a las conversaciones formales que conducirían a la redacción y eventual firma de un Pacto Integral Final entre los dos grupos.  El tribunal aceptó las mociones de los gobiernos provinciales del sur que se oponían a la ampliación de los límites de la Región Autónoma del Mindanao Musulmán prevista en el acuerdo de paz. El MOA-AD habría permitido al pueblo moro hacerse con el control de la región bajo el concepto de derechos humanos con derecho a establecer una policía y a controlar recursos naturales.
El MOA-AD fue rubricado por el exgobernador y presidente del grupo de paz Rodolfo García y el asesor presidencial sobre el proceso de paz Hermógenes Esperon y presidente del grupo de paz del FMLI Mohagher Iqbal el 27 de julio de 2008, en Malasia. Estaba previsto que se firmara formalmente el 5 de agosto, pero el Tribunal Supremo no emitió ninguna negociación que impidiera al departamento ejecutivo firmar el acuerdo.El MOA-AD era el último de varios puntos del orden del día del acuerdo de 2001 del GRP-MILF, después de la seguridad y el socorro y la rehabilitación, antes del debate sobre el acuerdo político.
La Young Moro Professionals Network (YMPN) hizo un llamamiento a la opinión pública para que no tuviera miedo del MOA-AD y para que "abriera su corazón a la queja de los moros". La YMPN dijo en un comunicado fechado el 21 de agosto de 2009:
En estos tiempos de penuria, nos damos la mano como uno solo, con nuestros vecinos cristianos e islámicos, en nombre de la paz, la aceptación y la justicia. Estamos comprometidos con la resolución democrática y pacífica del conflicto. No temáis al MOA-AD. Al público nacional, abrid vuestros corazones al agravio moro.
.
Durante el mes siguiente, varios mandos del FMLI fueron señalados por funcionarios del gobierno como iniciadores de una campaña ofensiva. Las Fuerzas Armadas de Filipinas respondieron a la acusación desplegando inmediatamente en Mindanao diez batallones compuestos por un total de 6.000 soldados bajo el mando del teniente general Cardozo Luna. La violencia desplazó a más de 600.000 personas y dejó unos 300 muertos. El 14 de octubre de 2008, el tribunal, en una serie de votaciones divididas, declaró "contrario a la ley y a la Constitución" el MOA-AD del Gobierno de la República de Filipinas y el Acuerdo de Trípoli de Paz de 2001 del Frente Moro de Liberación Islámica. Conchita Carpio-Morales dictaminó: "En resumen, el Asesor Presidencial sobre el Proceso de Paz cometió un grave abuso de discrecionalidad al no llevar a cabo el proceso de consulta pertinente. El proceso furtivo mediante el cual se diseñó y elaboró el MOA-AD va en contra y en exceso de la autoridad legal y equivale a un ejercicio caprichoso, caprichoso, opresivo, arbitrario y despótico de la misma. Ilustra una burda evasión del deber positivo y una negativa virtual a cumplir el deber impuesto." 
Organizaciones de la sociedad civil como Consortium of Bangsamoro Civil Society presentaron una moción de reconsideración. Sin embargo, el 21 de noviembre de 2008, el Tribunal Supremo ratificó su sentencia del 14 de octubre que declaraba inconstitucional el MOA-AD entre el gobierno filipino y el FMLI.
Los soldados del FMLI se ofrecieron a ayudar a liberar al sacerdote irlandés padre Michael Sinott, secuestrado en Filipinas el 14 de octubre de 2009, y solicitaron permiso para desplegar a unos 100 de sus soldados en la zona donde se cree que está retenido Sinnott. Sin embargo, el gobierno filipino lo rechazó.

### Modificación de las demandas
El 23 de septiembre de 2010, Mohagher Iqbal dijo que el FMLI buscaría un subestado, similar a un Estado de EE. UU., en lugar de la independencia de Filipinas. El subestado musulmán no ejercería el poder sobre la defensa nacional, los asuntos exteriores, la moneda y los servicios postales, que seguiría ejerciendo el gobierno central. Iqbal añadió además que el subestado no tendría fuerzas armadas propias, sino tropas para la seguridad interna.

## Conversaciones de paz
El 7 de octubre de 2012, el presidente Benigno Aquino III anunció un acuerdo de paz con el MILF y que "este acuerdo marco allana el camino para una paz definitiva y duradera en Mindanao". El vicepresidente del MILF, Ghazali Jaafar, dijo: "Estamos muy contentos. Agradecemos al presidente por esto". El acuerdo se firmó el 15 de octubre de 2012. Su objetivo es allanar el camino hacia una paz duradera entre las dos partes al contemplar oficialmente una región autónoma en Mindanao. Según el marco, esta zona musulmana semiindependiente tendría una parte más justa de los ingresos de la extracción de sus propios recursos abundantes, autonomía presupuestaria, su propia policía y la ley sharia solo para los musulmanes. A cambio de esto, el MILF detendrá los movimientos armados contra el gobierno por la autonomía y permitirá que el gobierno nacional mantenga el control de la seguridad nacional y la política exterior. El acuerdo de autonomía que se implementará gradualmente también cambiará el nombre de la región a "Bangsamoro" en honor al pueblo Moro.
La jefa negociadora de paz, Miriam Coronel-Ferrer, dijo que el gobierno se mostró cautelosamente optimista para un acuerdo final pronto después de seis días de conversaciones el 13 de julio de 2013. Dijo: "Esta firma indica que ambas partes están realmente comprometidas con finalizar las negociaciones de paz. Nadie quiere que esto no se haga realidad". El acuerdo vería asignaciones gubernamentales para que el MILF tenga una participación del 75 por ciento en las ganancias de los recursos naturales y minerales metálicos en una región autónoma propuesta. Para otros recursos energéticos, las ganancias se dividirían equitativamente de acuerdo con las conversaciones negociadas por Malasia.

## Acuerdo de paz
El 24 de enero de 2014, la jefa negociadora del gobierno filipino, Miriam Coronel Ferrer, y el jefe negociador del MILF, Mohagher Iqbal, firmaron un acuerdo de paz en Kuala Lumpur. El acuerdo allanaría el camino para la creación de la nueva entidad autónoma musulmana llamada "Bangsamoro" bajo una ley que será aprobada por el Congreso filipino. 
El gobierno tenía como objetivo establecer la región para 2016. El acuerdo pide el autogobierno musulmán en partes del sur de Filipinas a cambio de una desactivación de las fuerzas rebeldes por parte del MILF. Las fuerzas del MILF entregarían sus armas de fuego a un tercero seleccionado por el MILF y el gobierno filipino. Se establecería una fuerza policial regional y el ejército filipino reduciría la presencia de tropas y ayudaría a disolver los ejércitos privados en el área. 
El presidente Rodrigo Duterte firmó la ley, un paso clave para poner fin a una rebelión musulmana en el sur de las Filipinas, principalmente católicas. A principios de enero de 2020, la OPAPP anunció avances que superaron su objetivo de desmantelamiento de combatientes del MILF, y señaló que "8.879 de los 12.000 combatientes del MILF fueron desmantelados desde el último trimestre de 2019". Algunos excombatientes rebeldes se han unido a la policía y al ejército para proteger ciertas áreas de la región de "Bangsamoro" hasta que se establezca un gobierno electo en 2022.